# Union der Schülerorganisationen CH/FL
Die Union der Schülerorganisationen der Schweiz und des Fürstentums Liechtenstein (französisch Union des conseils d'étudiants CH/FL, italienisch Unione comitati studenteschi CH/FL), kurz USO oder USO-UCE-UCS, ist der nationale Dachverband von rund 80 Schülerorganisationen und Schülerräten von Mittelschulen der Schweiz und des Fürstentums Liechtenstein.
Die USO ist Mitglied des Organising Bureau of European School Student Unions, der Schweizerischen Arbeitsgemeinschaft der Jugendverbände, der Bildungskoalition NGO und der European Democratic Education Community.

## Ziele
Die USO verfolgt die Ziele:
- die Interessen der Schülern sowie ihrer Vereinigungen gegenüber Politik, Verwaltung, Medien und Öffentlichkeit zu vertreten;
- die Partizipation der Schüler in Unterricht, Schule und Bildungspolitik zu fördern;
- die Mitgliedsorganisationen mit Dienstleistungen zu unterstützen und die Gründung neuer Vereinigungen von Schülern zu fördern;
- einen fruchtbaren Austausch zwischen den Schülern aus der ganzen Schweiz zu ermöglichen;
- Kontakte auf internationaler Ebene zu knüpfen und zu pflegen.

Kurz:
Indem die USO Schüler und deren Organisationen schweizweit vertreten und unterstützen und Beziehungen in und auch außerhalb der Schweiz pflegen, tragen sie für ein besseres Lernerlebnis aller bei. 

## Positionen
Ihre grundsätzlichen Positionen hält die USO in ihrem Leitbild fest. Sie fordert grundsätzlich eine starke Partizipation von Schülern in sämtlichen Bildungsfragen, einen diskriminierungsfreien und kostenlosen Zugang zu Bildung und eine gemässigte Harmonisierung der Bildungssysteme in der Schweiz.
Aktuell beschäftigt sich die USO insbesondere mit dem Lehrplan 21, dem prüfungsfreien Hochschulzugang und den Schülerrechten.

## Organisation

### Generalversammlung
Die Generalversammlung ist das höchste Organ der USO. Sie entscheidet über die Werte und Normen der Organisation, wählt den Vorstand, genehmigt Jahresrechnung und Budget und dient als Austauschplattform für die Mitgliedsorganisationen.

### Vorstand
Der Vorstand vertritt den Verein nach aussen, vollzieht die Beschlüsse der Generalversammlung, organisiert Anlässe für die Mitglieder und wählt die Delegation der USO in ihren Dachorganisationen. Der Vorstand besteht aus sieben gleichberechtigten Mitgliedern, die auf die Dauer eines Jahres gewählt sind. Vorstandsmitglied kann nur sein, wer Schülerin oder Schüler einer Schule auf Sekundarstufe II ist oder eine solche nicht länger als drei Jahre verlassen hat.
Der Vorstand der USO gliedert seine Arbeiten in Ressorts. Insgesamt setzt sich der Vorstand aus 7 Personen zusammen, welche insgesamt 12 Ressorts besetzen.